# Guadeloupespecht
Der Guadeloupespecht (Melanerpes herminieri) ist eine Vogelart aus der Familie der Spechte (Picidae). Diese recht kleine Spechtart ist ein Endemit der Inseln von Guadeloupe in der Karibik und besiedelt dort ein breites Spektrum meist feuchter Waldgesellschaften. Die überwiegend an Stämmen und stärkeren Ästen gesuchte Nahrung besteht vorwiegend aus Käferlarven, aber auch aus anderen Insekten, kleinen Wirbeltieren sowie Früchten. Der Guadeloupespecht ist häufig, wird aber auf Grund des sehr kleinen Verbreitungsgebietes und der anhaltenden Habitatzerstörung von der IUCN als Art der Vorwarnliste („near threatened“) eingestuft.

## Beschreibung

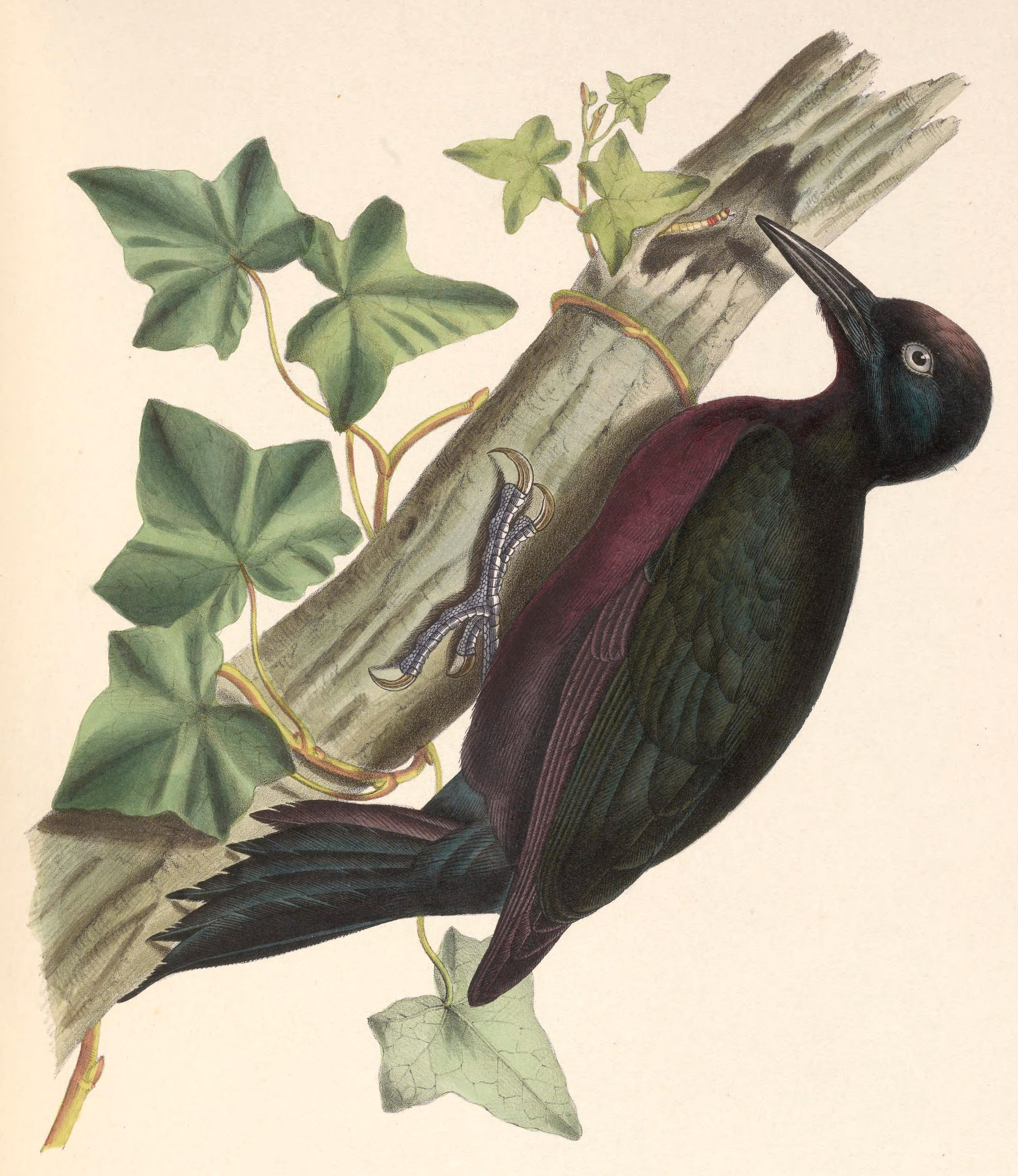
Guadeloupespecht, Illustration

Guadeloupespechte sind recht kleine Spechte mit langem, zugespitztem und an der Basis schmalem Schnabel. Der Schnabelfirst ist leicht nach unten gebogen. Die Körperlänge beträgt etwa 24 cm und das Gewicht 87–100 g; sie sind damit etwa so groß wie ein Buntspecht, aber deutlich schwerer. Die Art zeigt im Gegensatz zu vielen anderen Spechtarten keinen Geschlechtsdimorphismus bezüglich der Färbung, Weibchen sind jedoch etwas kleiner als Männchen und haben einen deutlich kürzeren Schnabel.
Die Tiere sind insgesamt sehr einfarbig und dunkel gefärbt und haben im Gegensatz zu fast allen anderen Spechtarten auch keine auffallenden Kopfzeichnungen. Der Kopf und die gesamte Oberseite einschließlich der Schwingen sind einfarbig schwarz mit blauem Glanz. Die Innenfahnen der Handschwingen und die Steuerfedern sind glanzlos und mehr braun-schwarz. Die gesamte Unterseite ist überwiegend rußschwarz, nur die Unterseite des Rumpfes ist von der Kehle bis zum Bauch durch entsprechend gefärbte Federspitzen düster rot überhaucht. Jungvögel sind insgesamt noch düsterer und weniger glänzend, die Rumpfunterseite ist mehr rötlich orange überhaucht. Der Schnabel ist schwärzlich, Beine und Zehen sind blau-schwarz. Die Iris ist tief braun. Die innerartliche Variabilität ist sehr gering und es werden keine Unterarten anerkannt.

## Verbreitung und Lebensraum
Der Guadeloupespecht ist ein Endemit der Inseln von Guadeloupe in der Karibik und hier die einzige  Spechtart. Die Größe des Gesamtverbreitungsgebietes wird auf nur etwa 1500 km² geschätzt. Die Art besiedelt ein breites Spektrum meist feuchter Waldgesellschaften, dazu gehören teilweise laubabwerfende Wälder, immergrüne Wälder, Sumpfwald und Mangrove. Die Tiere kommen von Meereshöhe bis zur Baumgrenze in 1000 m Höhe vor, sind jedoch zwischen 100 und 700 m am häufigsten.

## Lebensweise

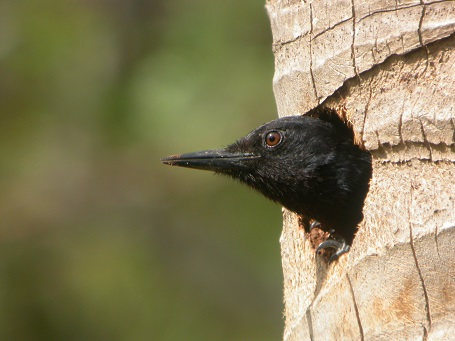
Guadeloupespecht

Die Nahrung wird in Bäumen gesucht, vor allem an Stämmen und stärkeren Ästen, bei der Suche nach Früchten auch in den Baumkronen. Diese Spechte fressen vorwiegend Käferlarven, aber auch andere Insekten, kleine Wirbeltiere sowie Früchte. Die Nahrung wird abgelesen, aus kleinen Hohlräumen geholt oder durch leichtes Hacken erreicht; beim Fressen von Früchten hängen die Tiere oft kopfüber. Die Nisthöhlen werden in den Stämmen toter Bäume angelegt, weitere Angaben zur Brutbiologie liegen bisher nicht vor.

## Bestand und Gefährdung
Der Bestand der Art auf den beiden Hauptinseln von Guadeloupe ist recht genau bekannt. Auf der 381 km² großen Insel Basse-Terre wurden Ende der 1990er Jahre 7920 Paare erfasst, auf der 135 km² großen Insel Grande-Terre 2410 Paare; die Art ist dort also häufig. Der Bestand ist jedoch rückläufig, Hauptrückgangsursache ist die Lebensraumzerstörung durch Kahlschläge und die Entnahme toter Bäume, weitere Habitatverluste entstehen durch Wirbelstürme, Straßenbauten, Flughafenerweiterungen und Landentwicklung. Möglicherweise hat auch die Prädation von Gelegen und Nestlingen durch eingeführte Ratten einen negativen Einfluss auf die Art. Der Bestand ist jedoch noch nicht fragmentiert. Der Guadeloupespecht wird auf Grund des sehr kleinen Verbreitungsgebietes und der anhaltenden Habitatzerstörung von der IUCN als Art der Vorwarnliste („near threatened“) eingestuft.